# 商用車
商用車（しょうようしゃ 英: Commercial vehicle）とは、自動車のうち、主に貨物輸送や旅客輸送のために開発・生産される車両や、業務目的の特殊用途に対応した装備を施した車両を指す。いわゆる「働く車」のことで、商用車の対義語としては乗用車、事業用自動車の対義語には自家用自動車などがある。

## 概要
一般的にはトラックやバンのような貨物の運搬に適した車体形状の物がイメージされやすいが、バス・タクシーや救急車などのように営業や特殊用途に製作されたものも商用車の1カテゴリとして扱われる場合がある。
「商用車」とは何であるかを明確に規定する法律はないが、一般道路を走行可能な自動車の場合、用途などによって異なるナンバープレートの分類番号や色で大まかに分類することはできる。
例えばナンバープレートの分類番号の上一桁が登録車では「2」「3」「5」「7」、軽自動車では「5」「7」の車両は「乗用車」に該当するため商用車には当てはめにくいが、分類番号が乗用車に当てはまる車両でも事業用自動車（緑ナンバー）に当てはまる場合は商用車として製作された車両の場合がある（例・バス、タクシー）。ただし、分類番号が「0」は建設機械、「9」は大型特殊自動車となり、商用車とは意味が異なる。
近年では各自動車メーカーにおいてLCV (Light Commercial Vehicle) の拡販が重要視されている。これは小型商用車のことで、ライトトラック・ピックアップトラック・小型トラックやライトバンなどの比較的小型の商用車を指す。

## 主な商用車

### 貨物の運搬に使われるもの
- トラック
  - ライトトラック/ピックアップトラック
- バン
  - ライトバン

### 旅客の輸送に使われるもの
- バス
  - マイクロバス
- タクシー
  - ハイヤー

その他の商用車についての詳細は貨物自動車・事業用自動車・特装車・特種用途自動車を参照。